# Zelena Dolîna, Pokrovske
Zelena Dolîna (în ucraineană Зелена Долина) este un sat în așezarea urbană Pokrovske din raionul Pokrovske, regiunea Dnipropetrovsk, Ucraina.

## Demografie
Componența lingvistică a localității Zelena Dolîna
     Ucraineană (96,3%)
     Rusă (1,85%)
Conform recensământului din 2001, majoritatea populației localității Zelena Dolîna era vorbitoare de ucraineană (96,3%), existând în minoritate și vorbitori de rusă (1,85%).